# Pekbloem
De pekbloem (Silene armeria, synoniem: Atocion armeria) is een eenjarige plant, maar in warmere gebieden een overblijvende plant, uit de anjerfamilie (Caryophyllaceae).  De soort komt van nature voor in Midden- en Zuid-Europa en is verwilderend in Vlaanderen en Wallonië. Het aantal chromosomen is 2n = 24 
De plant wordt 15-70 cm hoog. Alle bovengrondse delen van de plant zijn kaal en min of meer blauwgroen. De stengels zijn rechtopstaand en bijna niet vertakt, behalve in de bloeiwijze. De 2-5 cm lange basale bladeren zijn ei-lancetvormig en verdorren voor de bloei. De 1-6 cm lange, tegenoverstaande stengelbladeren zijn ovaal of elliptisch tot breed ovaal. De voet omsluit de stengel. Onder de knopen van de stengel zitten geelbruine, plakkerige ringen.
De pekbloem bloeit vanaf mei tot in september met purpere, soms witte bloemen. De bloeiwijze is een gevorkt bijscherm. De schutbladen zijn eivormig tot naaldvormig. De korte bloemstelen zijn 1-5 mm lang. De purperkleurige, vergroeide, min of meer vliezige kelkbladen van de knotsvormige kelkbuis hebben zeven nerven. De 1,5 cm lange kelkbuis heeft kleine, ovale, afgeronde tanden. De langwerpige kroonbladen hebben langwerpige keelschubben. De plaat is omgekeerd eirond, gaafrandig of iets ingesneden.
De vrucht is een langwerpige, met tanden openspringende doosvrucht. De vrucht staat op een carpofoor en is even lang als of langer dan de carpofoor. De kelk is langer dan de doosvrucht. Het zaad is niervormig.

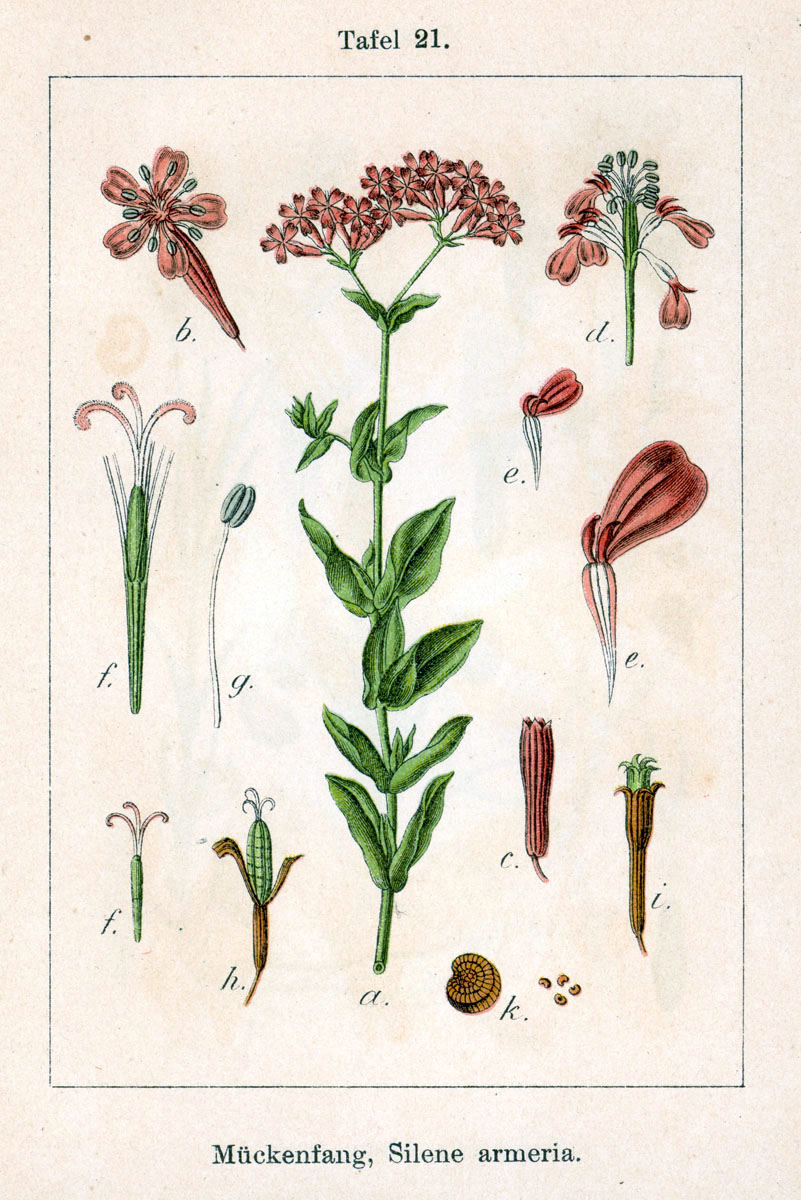
Illustratie door Jacob Sturm
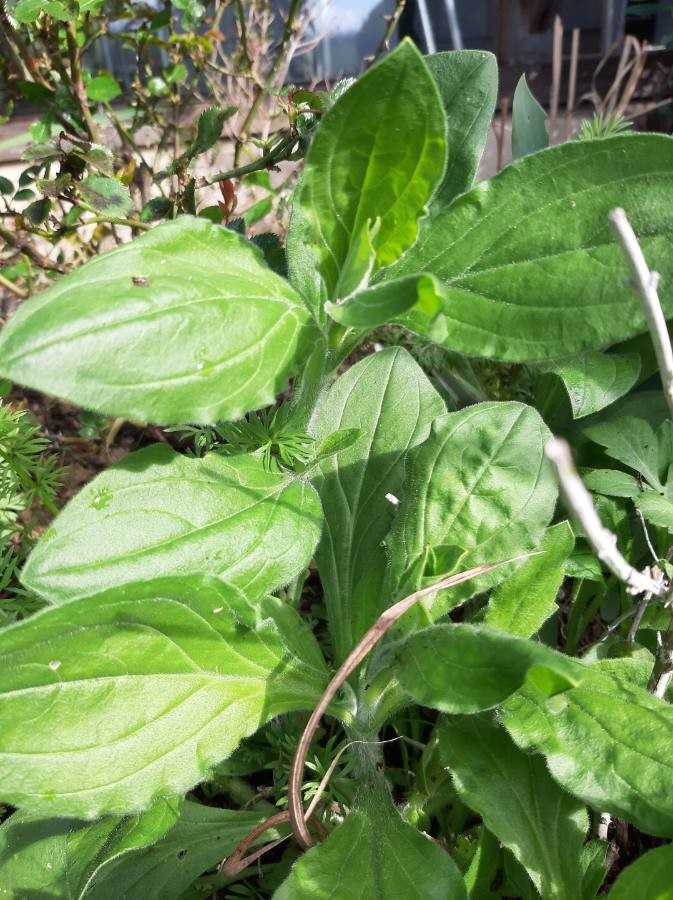
Plant met basale bladeren
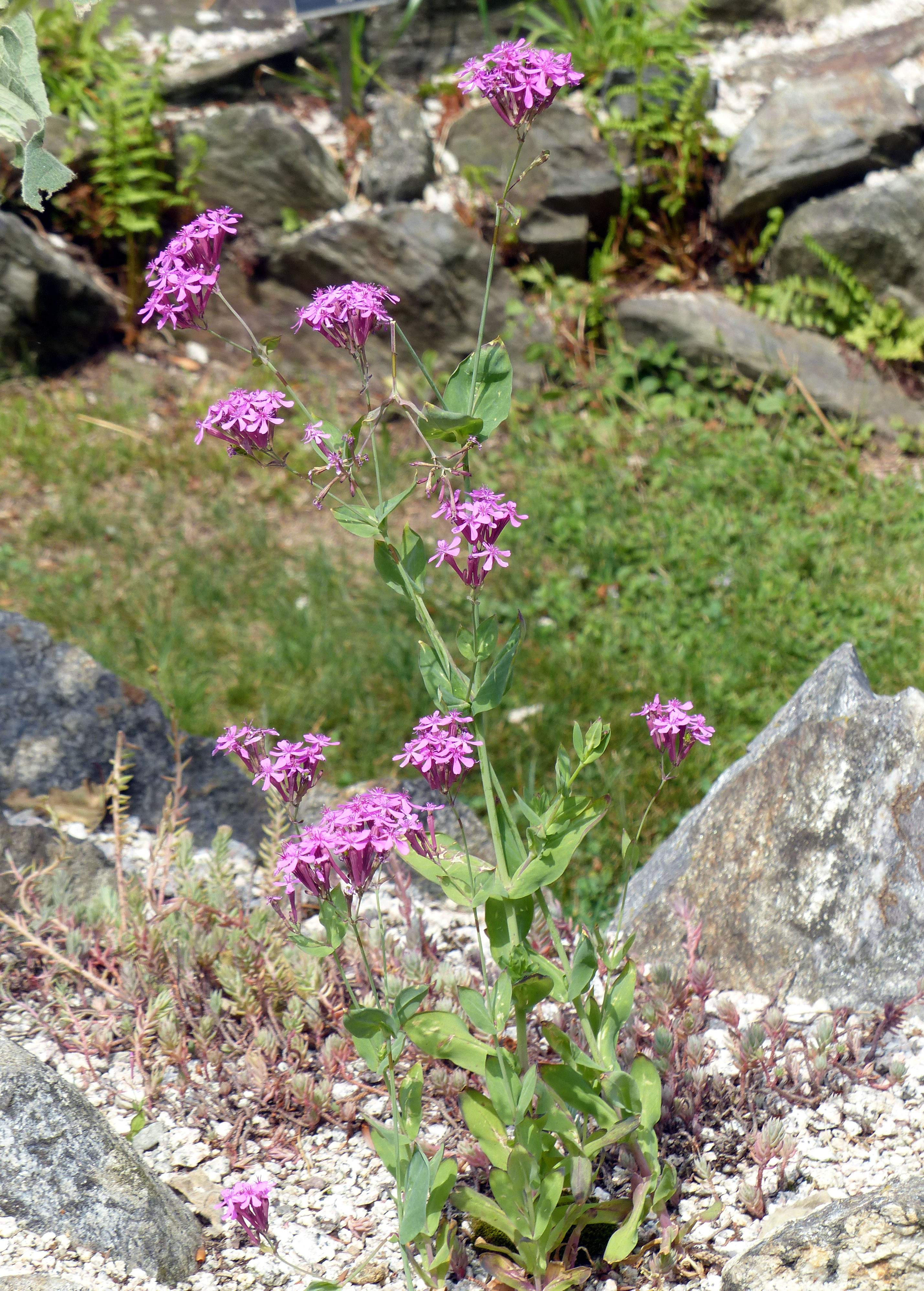
Bloeiende plant
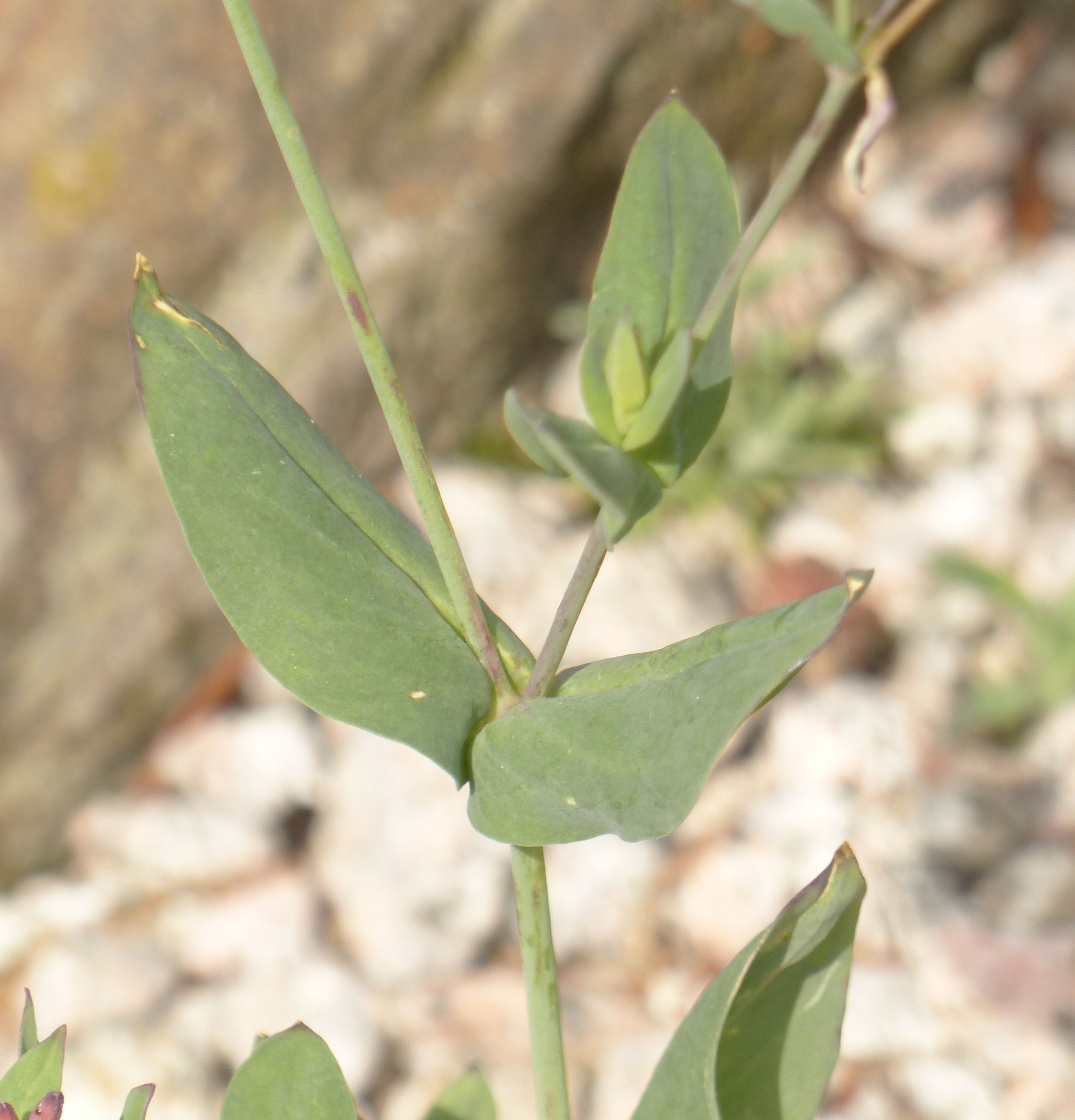
Stengelblad
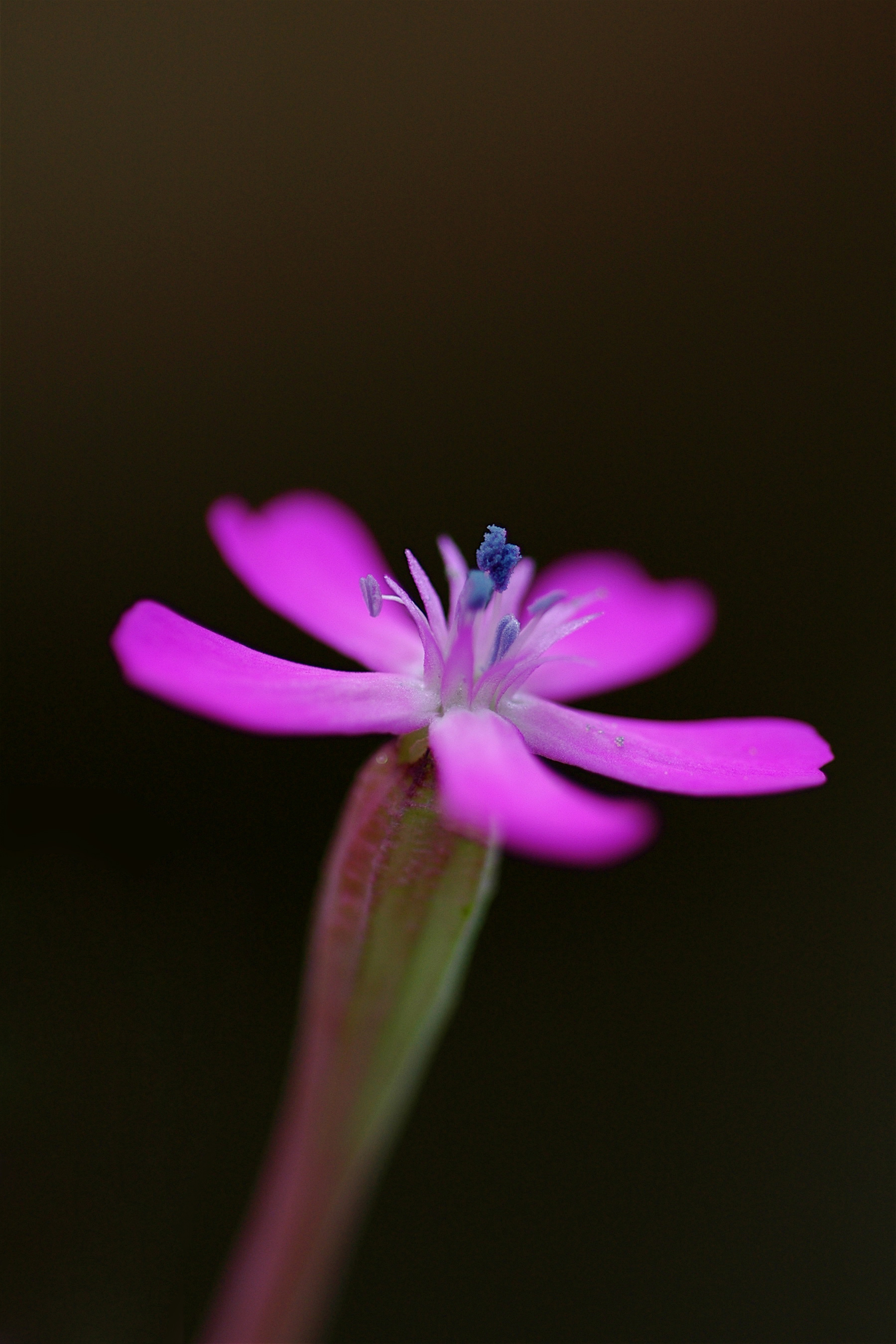
Bloem
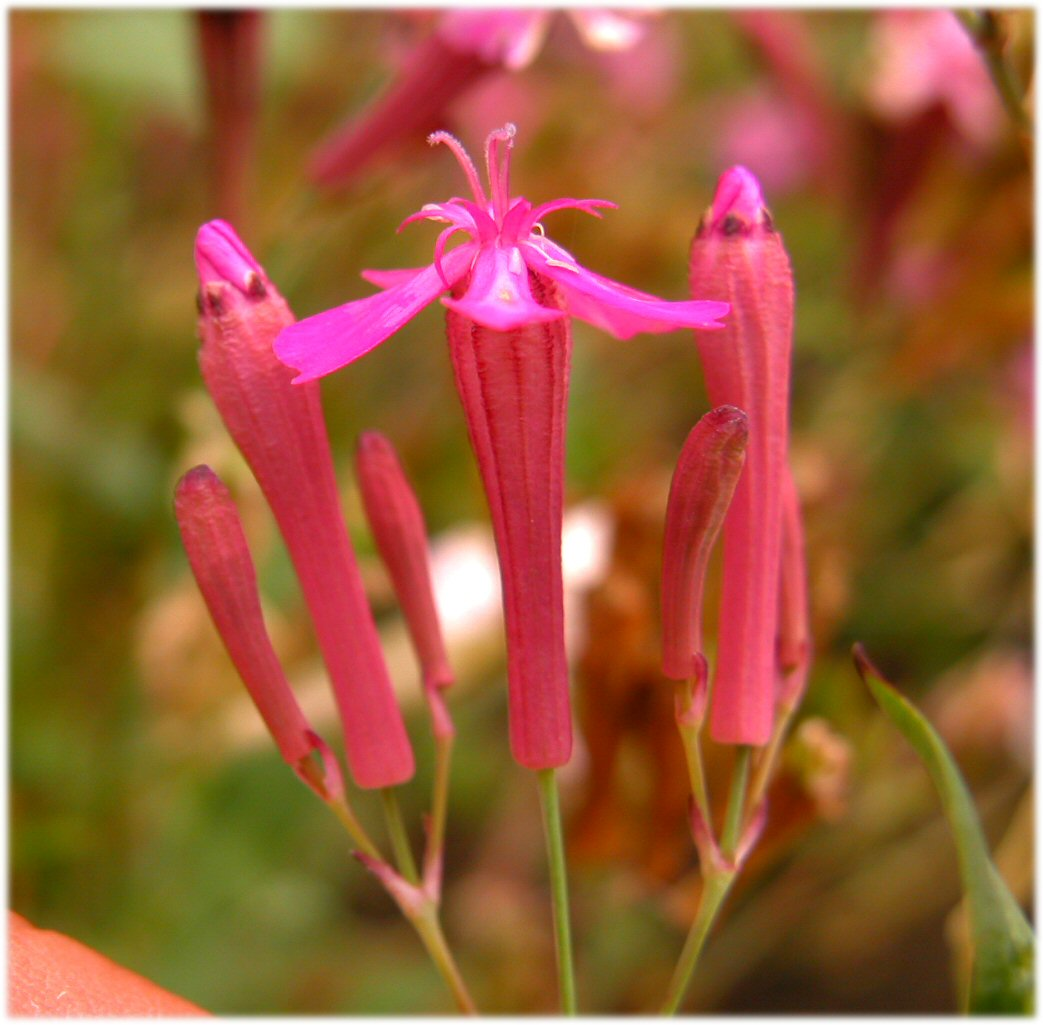
Kelk

De pekbloem staat op open en warme, zonnige tot licht beschaduwde, stikstofarme, droge en losse, vrij zure en matig voedselrijke zandgrond, het liefst binnen het overstromingsbereik van beken, verder ook op stenige plaatsen. De thermofiele plant groeit op open plekken in graslanden, in akkers en struwelen, in bosranden en op puinhellingen, op rotsen en op grindige, ruderale plaatsen. De pekbloem wordt als tuinplant gebruikt en is zodoende op vele plaatsen verspreid. Ze verwildert makkelijk of treedt op als adventief in Nederland, voornamelijk in de Hollandse duinen en in het oosten, midden en zuiden van Nederland, maar is nergens bestendig. De soort is te onderscheiden door een combinatie van kenmerken, zoals o.a. de tweeslachtige bloemen, de breed eivormige, kale bladeren met een waslaagje, de kale kelk, de drie stijlen en de daarbij horende zestandigheid van de doosvrucht.